# Залужье (Дубровицкий район)
Залужье (укр. Залужжя) — село, центр Залужского сельского совета Дубровицкого района Ровненской области Украины.
Население по переписи 2001 года составляло 1744 человека. Почтовый индекс — 34145. Телефонный код — 3658. Код КОАТУУ — 5621882801.

## Местный совет
34145, Ровненская обл., Дубровицкий р-н, с. Залужье, ул. Леси Украинки, 36.